# Nationaler Aktionsplan für Menschenrechte in China 2012–2015
Die chinesische Staatsführung veröffentlichte im Juni 2012 den Nationalen Menschenrechtsplan für die Jahre 2012 bis 2015. Der Menschenrechtsplan 2012 bis 2015 ist eine Fortführung und Erweiterung des Menschenrechtsplans für die Jahre 2009 und 2010.  Der Plan beinhaltet nicht nur die Themen der klassischen Menschenrechte, die hauptsächlich Schutzrechte des Einzelnen vor Übergriffen des Staates darstellen, der Plan behandelt ein breites Spektrum von Themen der Wirtschafts-, Sozial- und Umweltpolitik.

## Offizielle Darstellung des Menschenrechtsplanes
Wang Chen, Minister des Informationsamts des Staatsrats, erklärte im Rahmen einer Rede die Richtlinien und detaillierte Anforderungen zum Erstellen des neuen Aktionsplans für Menschenrechte. Wang zufolge soll der neue Plan geleitet werden durch „den wissenschaftlichen Entwicklungsausblick, den Geist der Ausweitung der Demokratie, die Stärkung der Rechtsstaatlichkeit, das Verbessern des Wohlbefindens des Volkes und die Wahrung der Menschenrechte.“
Ziele und detaillierte Maßnahmen für die Entwicklung der Menschenrechte in China während der Jahre 2012–2015 sind in dem neuen Plan aufgenommen. Der Plan soll erstmals „die Nachfrage aller ethnischen Menschen abdecken, ein besseres Leben zu leben, Menschenrechtsprobleme mit innovativen Methoden anzugehen und die Interessen des Volkes sicherstellen“, erklärte Wang.
Nach seinen Angaben wird der neue Aktionsplan aufgestellt, umgesetzt und beobachtet durch einen gemeinsamen Sitzungsmechanismus, der durch das Informationsamt des Staatsrats und das Ministerium für Auswärtige Angelegenheiten geleitet wird und des Weiteren Regierungsbehörden, Nichtregierungsorganisationen und Forschungseinrichtungen umfasst.
Um einen Überblick über die chinesische Vorstellung der Menschenrechte zu geben, werden im Folgenden die Themen des Plans gemäß der offiziellen Darstellung aufgelistet. Die Themen werden im Plan detailliert behandelt, der Plan umfasst deshalb ungefähr 50 Seiten. Man erkennt, nach chinesischer Vorstellung umfassen die Menschenrechte weite Bereiche der Wirtschaft, des Sozialen und der Kultur. Es sind nicht nur Rechte zum Schutz des Einzelnen vor dem Staat.

## Wirtschaftliche, soziale und kulturelle Rechte
(1) Recht auf Arbeit und angemessene Arbeitsbedingungen
(2) Recht auf einen garantierten Mindestlebensstandard
(3) Recht auf soziale Sicherheit
(4) Recht auf medizinische Behandlung
(5) Recht auf Erziehung und Ausbildung
(6) Recht auf Umweltschutz und gesunde Umgebung

### Zivile und politische Rechte
(1) Rechte jeder Person
(2) Rechte der Inhaftierten
(3) Recht auf ein gerechtes Gerichtsverfahren
(4) Recht auf Glaubensfreiheit
(5) Recht, über öffentliche Angelegenheiten informiert zu werden
(6) Recht auf Teilhabe am politischen Leben
(7) Recht auf freie Rede und öffentliche Darstellung
(8) Recht auf Nachvollziehbarkeit der öffentlichen Entscheidungen

## Besondere Rechte bestimmter Volksgruppen
(1) Rechte der ethnischen Minderheiten
(2) Rechte der Frauen
(3) Rechte der Kinder
(4) Rechte der Älteren
(5) Rechte der Behinderten

## Internationale Zusammenarbeit bei den Menschenrechten
(1) Einhaltung der Vorgaben der internationalen Menschenrechtskonventionen
(2) Internationale Zusammenarbeit auf dem Feld der Menschenrechte